# Pier Davide Guenzi
Pier Davide Guenzi (* 8. Dezember 1964 in Novara) ist ein italienischer römisch-katholischer Theologe.

## Leben
Guenzi studierte Philosophie und römisch-katholische Theologie. An der Universität Mailand war er als Dozent für Moraltheologie beschäftigt. Seit 2019 lehrt Guenzi Moraltheologie am Päpstlichen Theologischen Institut Johannes Paul II. für Ehe- und Familienwissenschaften in Rom.

## Positionen
Im Februar 2019 erklärte Guenzi, das homosexuelle Beziehungen moralisch gut sein können. Ausgehend von den Erfahrungen homosexueller Glaubender müsste nach Ausführungen von Guenzi die Einsicht bestehen, dass „die Verbindung zwischen Mann und Frau nicht alle menschlichen Ausdrucksformen umfasst, auch nicht hinsichtlich der affektiven Seiten. Homosexuelle Beziehungen würden daher nach Guenzi Potentiale und Grenzen menschlicher Beziehungen affektiver Art zum Ausdruck bringen, nicht nur im Hinblick auf die moralische Beurteilung von Verhaltensweisen, sondern auch als ‚positive Zeichen der gegenseitigen Bereicherung der beteiligten Personen‘.“